# 메모리 대역폭
메모리 대역폭(memory bandwidth)은 프로세서가 반도체 메모리에서 데이터를 읽거나 저장할 수 있는 속도이다. 메모리 대역폭은 일반적으로 바이트/초 단위로 표시되지만 일반적으로 사용되는 8비트 바이트의 배수가 아닌 자연 데이터 크기를 가진 시스템에서는 다를 수 있다.
특정 메모리 또는 시스템에 대해 광고되는 메모리 대역폭은 일반적으로 이론상의 최대 대역폭이다. 실제로 관찰된 메모리 대역폭은 알려진 대역폭보다 작다(초과하지 않음이 보장됩니다). 다양한 액세스 패턴을 사용하여 지속적인 메모리 대역폭을 측정하기 위한 다양한 컴퓨터 벤치마크가 존재한다. 이는 시스템이 다양한 클래스의 실제 애플리케이션에서 유지해야 하는 메모리 대역폭에 대한 통찰력을 제공하기 위한 것이다.

## 같이 보기
- 동적 램
- 장치 대역폭 목록
- 랜덤 액세스 메모리